# 京都大学応援団
京都大学応援団（きょうとだいがくおうえんだん、Kyoto University Cheering Party）は、京都大学の課外活動団体の一つで、大学応援団。クラブ・サークルの活動を応援している他、学内行事の参加・主催なども行っている。1963年の脱退以来、京都大学体育会には所属していなかったが、2007年に復帰加入。大学間の学生応援団の組織としては、関西国公立大学応援団連絡協議会に所属している。

## 構成
現在はリーダー部、ブラスバンド部、チアリーダー部の三部からなる。

## 沿革

### 起源
1956年6月12日、京都大学吉田グラウンドで行われていた硬式野球 京都大学対東京大学定期戦において、学生が自発的に応援の指揮を始めた。この学生が後に京都大学応援団を組織し、初代団長に就任しているため、現在ではこの硬式野球対東大戦をもって京都大学応援団の創団とされる。翌年には対東京大学定期戦の応援のために200人を集め、国鉄の列車を事実上借り切って東大グラウンドで応援を行った。
また、関西六大学野球連盟 (旧連盟) に加盟していた国立大学2校（京都大学・神戸大学）のなかで応援団を設けた先駆けになったことが、1960年に新たに神戸大学に応援団（神戸大学応援団総部）が設立されるきっかけとなった。

### 年表
- 1956年6月12日 硬式野球対東大戦にて「創団」
- 1956年11月18日 大学当局より正式に認可[2]
- 1957年 吹奏楽部創設（後にブラスバンド部に改称。現在のブラスバンド部に直接繋がるものではない）
- 1958年 機関紙「団誌」第1号発行
- 1958年 第一応援歌「新生の息吹」制定[4][5]
- 1959年 第二応援歌「花の香薫りぬ」制定
- 1960年 第1回11月祭前夜祭を西部講堂前にて開催
- 1961年 初代大団旗制定
- 1961年 第三応援歌「ダークブルー海の碧」制定
- 1962年 硬式野球関西六大学野球連盟が他三連盟と合併し、下部連盟との入れ替え戦制の関西大学野球連合が発足。春に神戸大が近畿大学野球連盟に、秋に京大が京滋大学野球連盟に降格し、名物試合の一つであった「京神戦」が一時途絶える。
- 1963年 第4回11月祭前夜祭を初めて吉田グラウンドで開催
- 1963年 体育会より脱退
- 1965年 バトントワイアリング部創設（後にチアガール部、チアリーダー部へと改称）
- 1970年 ブラスバンド部が団から分離独立、京都大学吹奏楽団となる
- 1971年 1962年以来、公式戦では途絶えていた硬式野球京神戦を定期戦として復活させる
- 1976年 新歓誌「新生の息吹」第1号発行
- 1981年 新たに団内にブラスバンド部を創設する
- 1988年 京大西部構内にあった団室が火災により全焼。これに伴い、ほぼ全ての物品が焼失[6]
- 1991年 創団35周年を記念し、新応援歌「ひとつの魂」を制定
- 1997年 チアリーダー部からチアリーディングサークルTREVISが分離独立。しかしTREVISは2015年に部員不足により休部となった。
- 2005年 関西四私立大学応援団連盟発足30周年記念として四雄の宴友情出演
- 2007年 44年ぶりに体育会に復帰

## 近年の活動

### 体育会所属クラブの応援
以下には、近年恒常的に試合会場での直接の応援、あるいは壮行会を開催するクラブと大会を挙げた。該当する大会の全ての試合の応援に行っているわけではない。
- アイスホッケー部: 関西学生アイスホッケーリーグ戦
- アメリカンフットボール部：関西学生大会、関西学生リーグ戦、対東大定期戦
- 硬式野球部: 関西学生野球連盟春季・秋季リーグ戦[7]、対東大定期戦、対神戸大学定期戦（京神戦）
- 自転車競技部：全日本学生選手権クリテリウム大会
- 準硬式野球部：京滋六大学準硬式野球連盟春季・秋季リーグ戦、七大戦
- 水泳部：関西学生水球春季戦
- スキー競技部：国立十大学スキー選手権
- 相撲部：西日本学生相撲選手権大会
- ソフトボール部：関西学生ソフトボール春季・秋季リーグ戦
- 男子バスケットボール部：関西学生バスケットボール連盟春季・秋季リーグ戦
- 男子バレーボール部：関西大学バレーボール連盟春季・秋季リーグ戦
- 女子バレーボール部：関西大学バレーボール連盟春季・秋季リーグ戦
- ハンドボール部：関西学生ハンドボール連盟春季・秋季リーグ戦
- フィールドホッケー部: 関西学生ホッケー連盟春季・秋季リーグ戦、七大戦
- ボート部：朝日レガッタ、対東大定期戦
- 男子ラクロス部：関西学生ラクロスプライドトーナメント、関西学生ラクロスリーグ戦、全日本選手権、七大戦
- 女子ラクロス部：関西学生ラクロスリーグ戦、七大戦

### 主催・参加行事
- 紅萠祭
  - 応援団・体育会共催の、京大学部新入生の歓迎イベントで、クラブ・サークルにとっては新入生勧誘の場となっている[8]。毎年、入学式前の新入生健康診断が行なわれる3日間、京大本部構内時計台前で開催される。
- 硬式野球京神戦
  - 試合で硬式野球部の応援をする他、神戸大学応援団総部と合同での応援合戦「京神戦前夜祭」を行う[9]。現在では両校硬式野球部主催の下に定期戦が開催されているが、定期戦が開始された1971年より1994年までは両校応援団が主催していた
- オープンキャンパス
  - 京大にてオープンキャンパスが始まった2002年以降、オープニングで演舞を披露している[10]。
- 11月祭前夜祭
  - 応援団が主催者として祭全体を運営する、応援団の年間最大の行事の一つ。11月祭本祭の前日に京大吉田グラウンドで開催。応援団は、ステージでは三部での演舞演奏の他、チアリーダー部・ブラスバンド部がそれぞれ独自のステージを披露する。例年、50店舗以上の模擬店が軒を連ねる（11月祭の模擬店とは募集の主体・時期等が異なる）他、京大の教員が無料で酒をふるまう「教員酒場」が開かれ、多くの学生でにぎわう。なお、1960年の第2回11月祭を盛り上げることを目的に第1回11月祭前夜祭が開かれたため、前夜祭は本祭よりも1つ回数が少ない[11]。吉田グラウンドでの開催となったのは1963年から
- ホームカミングデイ
  - ホームカミングデイの司会を行ったり[12]、応援歌「新生の息吹」を披露する[13]などの活動を行っている。

## 団旗
以下の3本の団旗を所有し、応援・行事などの際に掲げる。いずれも京大のスクールカラーである濃青の地に白抜きで次の意匠・文字があしらわれている。
- 第一団旗: 十字(京都大学体育会のシンボル)
- 第二団旗: 篆書体の「大学」
- 第三団旗: 京大の校章

## 機関紙
1958年以来、年に一度機関紙「団誌」を発行している。

## 出身者
- 山元峯生 - 全日本空輸株式会社元社長[15]
- 小川富太郎 - 住友ベークライト株式会社社長[15]

## 関連団体
- いぶき会（京都大学応援団OB・OG会）
  - 2012年4月 京都大学同窓会に加入[16]

## 公式サイト
- 京都大学応援団